# Осово-Нове
Осово-Нове (пол. Osowo Nowe, нім. Ehrenfelde) — село в Польщі, у гміні Оборники Оборницького повіту Великопольського воєводства.
Населення — 85 осіб (2011).
У 1975-1998 роках село належало до Познанського воєводства.

## Демографія
Демографічна структура станом на 31 березня 2011 року:
|          | Загалом | Допрацездатний вік | Працездатний вік | Постпрацездатний вік |
| -------- | ------- | ------------------ | ---------------- | -------------------- |
| Чоловіки | 47      | 18                 | 26               | 3                    |
| Жінки    | 38      | 10                 | 20               | 8                    |
| Разом    | 85      | 28                 | 46               | 11                   |